# Baruch Hager
Pour les articles homonymes, voir Hager.
Baruch Hager (aussi connu sous le nom de Borekh Hager, puis plus tard en Argentine en tant que Benedicto Hager), né le 2 janvier 1898 à Chudei et décédé le 2 juin 1985 à Buenos Aires était un nouvelliste et mémorialiste de langue yiddish.

## Biographie
Baruch Hager est né le 2 janvier 1898 à Chudei, à l'époque en Autriche-Hongrie, aujourd'hui en Ukraine. Il était membre de la célèbre dynastie hassidique de Vyjnytsia, en tant que fils du rebbe de Storojynets Yitschok Yaakov Dovid Hager (1866-1932), petit-fils du second rebbe de Vyjnytsia Baruch Hager, dit Imrei Boruch, (1845-1892). Il était aussi le cousin germain du célèbre rebbe de Siret puis Haïfa, Baruch Hager (1895-1963), dit Mekor Baruch. Il peut donc être confondu avec deux homonymes de nom et de prénom, qui étaient respectivement son grand-père et son cousin.
Jusqu'à l'âge de quinze ans, il a étudié dans une école juive, puis à Vienne de 1913 à 1923. Après ses études, il a vécu à Bucarest, puis à Tchernivtsi au début des années 40. Comme beaucoup de membres de sa communauté, il a été déporté en Transnistrie pendant la Seconde Guerre mondiale.
De retour, il n'est resté en Roumanie que temporairement et on sait qu'il était à Paris en 1948, réfugié avec son épouse au « phalanstère yiddish » du 9, rue Guy Patin, ancien lieu du Toit familial. Il touchait une allocation de l'Union des écrivains yiddish de New York Y.L. Peretz, mais sa situation était très difficile : échappé en vie quasiment par miracle des camps de travaux forcés, il était incapable de travailler physiquement et avait du mal à survivre. Le correspondant parisien du journal Forverts est intervenu pour que son allocation soit augmentée. Jacob Botoshansky est intervenu auprès du président Juan Perón pour qu'il puisse entrer en Argentine. Baruch Hager est arrivé au port de Buenos Aires en juillet 1952. Par la suite, il a travaillé à l'Association mutuelle israélite argentine et y a créé les archives de la presse communautaire. Il est mort à Buenos Aires en 1985 et est enterré au cimetière de la Tablada.
Il a commencé à publier des histoires à son retour du camp de travaux forcés dans le journal de l'association culturelle juive de Bucarest en 1944, puis des articles de critique littéraire et artistique dans le Bukareshter zamlbikher en 1947, ainsi que dans de nombreux autres périodiques : Kiem à Paris, Tsukunft à New York, Di goldene keyt à Tel Aviv, Davke, Der holts industryal et Die prese à Buenos Aires. Le style de Baruch Hager est précis et expressif, ses sujets tournent autour du hassidisme et du monde du rebbe. Son livre le plus connu est Malkhus hasides, qui a été acclamé par la presse en langue yiddish autour du monde. Ses œuvres sont disponibles gratuitement, en langue yiddish, sur le site de la Bibliothèque nationale d'Israël. Il était lié d'amitié avec Paul Celan, qui lui a dédicacé à Paris en 1949 un exemplaire de son recueil Der Sand aus den Urnen. Eliahu Toker se souvient affectueusement de lui et relève que plus sa carrière littéraire avançait, plus il prenait de temps à retravailler sans cesse ses nouvelles et histoires, souvent pendant des mois, se souciant peu de leur publication ou de leur nombre, alors que ses textes existants étaient déjà particulièrement dispersés. Il allait souvent voir Liza Haguer au 300 de la rue Junin à Buenos Aires et en profitait pour s'enrichir de l'ironie du vieux Baruch devenu Boruj, dont il avait la plus grande estime du style, notamment de sa capacité à utiliser les particularismes locaux du yiddish sans germanismes.

## Prix littéraires
- Prix Matiàs Stoliar à Buenos Aires en 1956

## Œuvres
- Oifn weg : geklibene ḥsidiše skitzn [Sur la route, sélection d'histoires hassidiques], Bucarest, nouvelles, 1946, réédition en 1947.
- Pe căile neantului, traduction en roumain des nouvelles par Isac Ludo, 1946, réédition en 1947.
- Malkhus hasides [Au royaume du hassidisme], Buenos Aires, 1955, réédition à Amherst en 1999.
- In geuleh umru [Dans l'angoisse de la délivrance], Tel Aviv, Hamenorah, 1969.

## Traductions
- Der toyt fun Bruder Antonyo [La mort de frère Antonio], traduction en yiddish de la nouvelle de Hermann Hesse.